# Политическа репресия
Политическа репресия е преследване на човек или група по политически причини, по-специално с цел ограничаване или предотвратяване на възможността им да участват в политическия живот на обществото.
Политическата репресия може да бъде представена чрез дискриминираща политика, нарушаване на човешките права, злоупотреба с наблюдението, полицейско насилие, затвор, насилствено преселване, лишаване от граждански права, лустрация или насилствени действия като убийство, безцеремонни екзекуции, измъчване, насилствено изчезване и други незаконни наказание за политически активисти, дисиденти или самото население.
Докато политическата репресия е ратифицирана и организирана от самата държава, тя може да представлява държавен тероризъм, геноцид или престъпления срещу човечеството. Систематичната и насилствена политическа репресия е типична характеристика на диктатурата, тоталитарните държави и подобни режими. В такива държави политическата репресия може да се изпълнява от тайна полиция, армията, паравоенни групи или смъртоносни ескадрони. Такива действия са срещани дори и в демократичен контекст.
Ако политическата репресия не се изпълнява с одобрението на държавата, то е възможно част правителството да е отговорна за нея. Пример са операциите на ФБР COINTELPRO в САЩ между 1956 и 1971 г.
В някои държави като предишния СССР „репресия“ може да бъде официалния термин за законна политика на репресия по отношение на вътрешните политически врагове на държавата (вижте Съветска политическа репресия).